# Leipzig Nord järnvägsstation

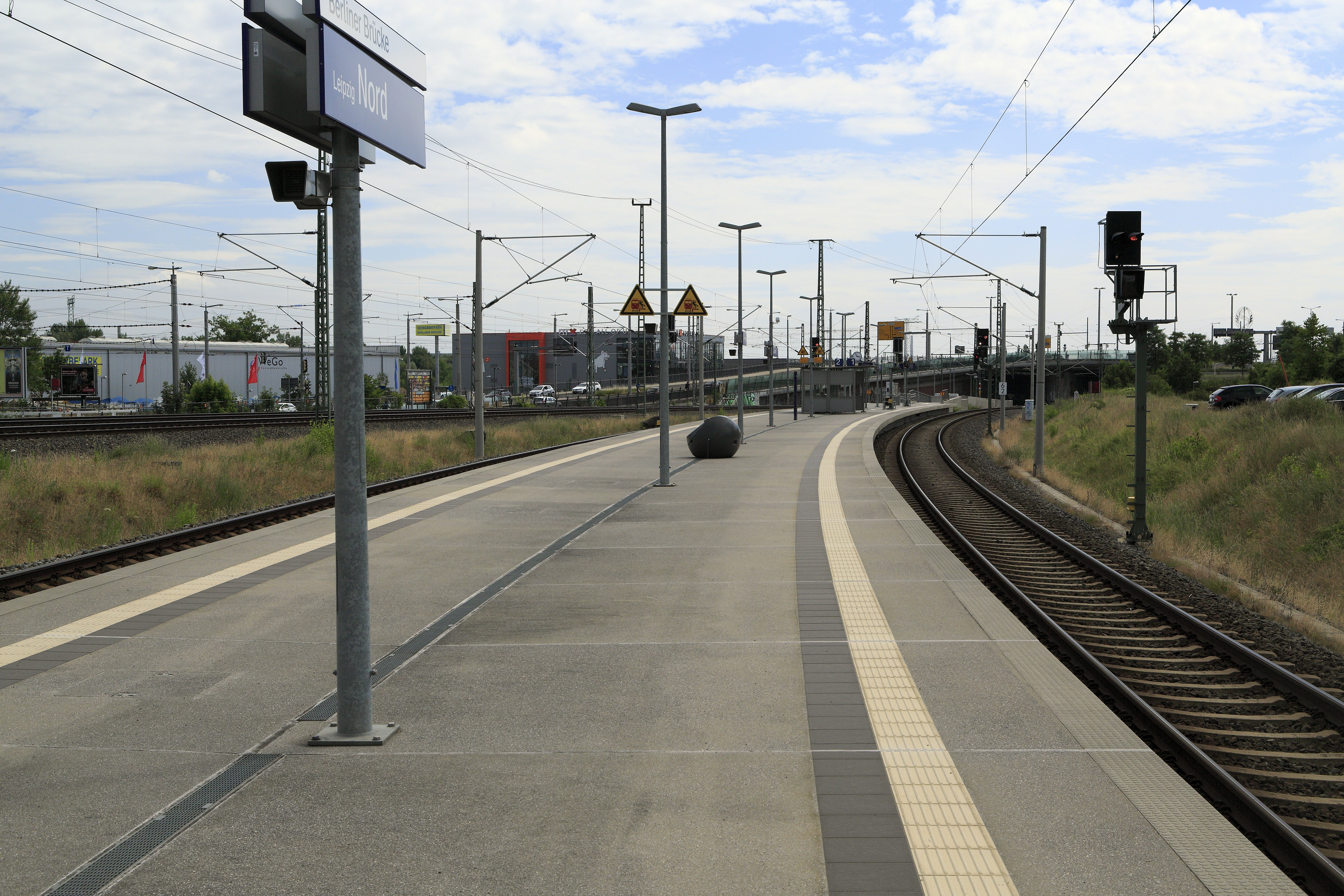
Leipzig Nord 2018

Leipzig Nord är en järnvägsstation i Leipzig. Stationen öppnades för trafik 15 december 2013 och ligger på järnvägen Dessau-Leipzig.Tre linjer på S-Bahn Mitteldeutschland trafikerar stationen, S2, S4 och S6 . Två spårvägslinjer trafikerar noden, linje 1 och 9. 